# Štefanovská kotlina
Štefanovská kotlina je geomorfologickou částí Kriváňské Fatry. Nachází se v severní polovině centrální části, od Terchové oddělené úžinou Tiesňavy.

## Vymezení
Rozlohou nevelká kotlina zabírá centrální území Vrátné, konkrétně Novou a Starou dolinu s blízkým okolím. Ze severu a východu ji obepíná hřeben Rozsutce, jižním a západním směrem se strmě zvedají vrcholy Krivánských Veterných holí .  V západní části se nachází osada Štefanová, východní části dominuje lokalita Starý Dvor. Celé území odvodňuje řeka Varínka. 

## Ochrana území
Celé území této části Kriváňské Fatry leží v Národním parku Malá Fatra a zvláště chráněné lokality leží jen v okrajových polohách. 

## Turismus
Štefanovské kotlině dominuje osada Štefanová a lokalita Starý dvor s komplexní nabídkou služeb. Možnosti pro zimní i letní turistiku a sporty, ve spojitosti s přírodními podmínkami území, zařazují celou Vrátnou mezi nejatraktivnější lokality na Slovensku. Východiskem je soutěskou oddělená obec Terchová, no hustá síť značených tras umožňuje návštěvu mnoha lokalit. Přímo ze Štěfánové jsou, přes sedlo Vrchpodžiar, dostupné Jánošíkovy diery, ale také významné sedlo Medziholie coby křižovatka tras na Velký Rozsutec, Malý Rozsutec, Osnice či Stoh.  Neméně zajímavé jsou trasy z lokality Starý dvor, nejjednodušší přístup na hřeben je však lanovkou od chaty Vrátna do Snilovského sedla. V kotlině se nachází několik hotelů, chat a penzionů, např. hotel Boboty, Rozsutec či Pod Sokolím, chata na Grúni a jiné.